# Vũ Tiến Long
Vũ Tiến Long (sinh 4 tháng 4 năm 2002) là một cầu thủ bóng đá chuyên nghiệp người Việt Nam hiện đang thi đấu ở vị trí trung vệ cho câu lạc bộ Hà Nội và đội tuyển U-23 Việt Nam.

## Sự nghiệp
Năm 10 tuổi, Vũ Tiến Long gia nhập hệ thống đào tạo trẻ của Viettel. Năm 13 tuổi, Tiến Long gia nhập lò đào tạo Hà Nội sau khi không thể chen chân vào Trung tâm Thể thao Viettel.
Tại Giải bóng đá U-15 quốc gia năm 2017, Tiến Long bị huấn luyện viên Lê Hồng Minh của U-15 Thanh Hoá doạ cắt gân chân sau khi anh có màn ăn mừng quá khích sau khi ghi được bàn thắng. Sau đó, huấn luyện viên Vũ Hồng Việt vẫn quyết định tin tưởng và triệu tập anh cho giải vô địch bóng đá U-15 Đông Nam Á 2017, giải đấu mà đội tuyển U-15 Việt Nam giành ngôi vô địch.
Năm 2022, tại giải vô địch bóng đá U-23 Đông Nam Á, anh có bàn thắng ấn định chiến thắng 7–0 trước U-23 Singapore; tuy nhiên, sau đó anh đã bị dương tính với COVID-19 và phải rời giải đấu chỉ sau 1 trận; chung cuộc U-23 Việt Nam đã giành được chức vô địch tại giải đấu này.

## Thống kê sự nghiệp

### Bàn thắng quốc tế

#### U-15 Việt Nam
| #  | Ngày                | Địa điểm                                      | Đối thủ   | Tỷ số | Kết quả | Giải thi đấu                              |
| -- | ------------------- | --------------------------------------------- | --------- | ----- | ------- | ----------------------------------------- |
| 1. | 10 tháng 7 năm 2017 | Sân vận động IPE Chonburi, Chonburi, Thái Lan | Campuchia | 1–1   | 2–1     | Giải vô địch bóng đá U-15 Đông Nam Á 2017 |

#### U-23 Việt Nam
| #  | Ngày                | Địa điểm                                     | Đối thủ   | Tỷ số | Kết quả | Giải thi đấu                              |
| -- | ------------------- | -------------------------------------------- | --------- | ----- | ------- | ----------------------------------------- |
| 1. | 19 tháng 2 năm 2022 | Sân vận động Hoàng tử, Phnôm Pênh, Campuchia | Singapore | 7–0   | 7–0     | Giải vô địch bóng đá U-23 Đông Nam Á 2022 |
| 2. | 5 tháng 6 năm 2022  | Sân vận động Lokomotiv, Tashkent, Uzbekistan | Hàn Quốc  | 1–1   | 1–1     | Cúp bóng đá U-23 châu Á 2022              |

## Danh hiệu

### Câu lạc bộ
Công An Nhân Dân (mượn)
- V.League 2: 
  -  Vô địch (1): 2022

Hà Nội FC
- V.League 1:
  -  Á quân (1): 2023
  -  Hạng 3 (1): 2023–24
- Cúp Quốc gia:
  -  Á quân (1): 2023–24
- Siêu cúp Quốc gia:
  -  Vô địch (1): 2022

### Quốc tế

#### U-15 Việt Nam
- Giải vô địch bóng đá U-15 Đông Nam Á:  2017

#### U-22 Việt Nam
- Đại hội Thể thao Đông Nam Á:  2023

#### U-23 Việt Nam
- Giải vô địch bóng đá U-23 Đông Nam Á:  2022
- Đại hội Thể thao Đông Nam Á:  2021